# Campionati europei di nuoto in vasca corta 2023
La XXVI edizione dei campionati europei di nuoto in vasca corta si è svolta dal 5 al 10 dicembre 2023 all'Olympic Complex di Otopeni, in Romania.

## Nazioni e partecipanti
- Albania
- Andorra
- Armenia
- Austria
- Belgio
- Bosnia ed Erzegovina
- Bulgaria
- Croazia
- Danimarca
- Estonia

- Finlandia
- Francia
- Georgia
- Germania
- Gibilterra
- Grecia
- Irlanda
- Islanda
- Israele
- Italia

- Lettonia
- Liechtenstein
- Lituania
- Lussemburgo
- Malta
- Montenegro
- Norvegia
- Paesi Bassi
- Polonia
- Portogallo

- Rep. Ceca
- Romania
- Serbia
- Slovacchia
- Slovenia
- Spagna
- Svezia
- Svizzera
- Turchia
- Ungheria
- Ucraina

## Medagliere
Aggiornato al 10 dicembre 2023.
| Posiz. | Nazione              | Oro | Argento | Bronzo | Totale |
| ------ | -------------------- | --- | ------- | ------ | ------ |
| 1      | Gran Bretagna        | 9   | 8       | 6      | 23     |
| 2      | Italia               | 7   | 12      | 3      | 22     |
| 3      | Francia              | 7   | 10      | 6      | 23     |
| 4      | Paesi Bassi          | 6   | 0       | 5      | 11     |
| 5      | Svezia               | 4   | 1       | 2      | 7      |
| 6      | Svizzera             | 3   | 1       | 1      | 5      |
| 7      | Irlanda              | 3   | 0       | 1      | 4      |
| 8      | Germania             | 1   | 2       | 0      | 3      |
| 9      | Estonia              | 1   | 1       | 0      | 2      |
| 10     | Grecia               | 1   | 0       | 4      | 5      |
| 11     | Austria              | 1   | 0       | 1      | 2      |
| 12     | Ungheria             | 0   | 2       | 3      | 5      |
| 13     | Danimarca            | 0   | 2       | 1      | 3      |
| 14     | Lituania             | 0   | 1       | 2      | 3      |
| 15     | Rep. Ceca            | 0   | 1       | 1      | 2      |
| 16     | Islanda              | 0   | 1       | 0      | 1      |
| 17     | Belgio               | 0   | 0       | 2      | 2      |
| 17     | Romania              | 0   | 0       | 2      | 2      |
| 17     | Ucraina              | 0   | 0       | 2      | 2      |
| 20     | Bosnia ed Erzegovina | 0   | 0       | 1      | 1      |
| 20     | Turchia              | 0   | 0       | 1      | 1      |
| Totale | Totale               | 43  | 42      | 44     | 129    |

## Podi

### Uomini
| Evento                         | Oro                                                                                                | Tempo    | Argento | Tempo    | Bronzo                                                                             | Tempo    |
| Stile libero                   | |          | |          |                                                                                    |          |
| 50 m (dettagli)                | Benjamin Proud                                                                                     | 20"18    | Florent Manaudou Szebasztián Szabó                                                                                      | 20"74    | Non assegnata                                                                      |          |
| 100 m (dettagli)               | Maxime Grousset                                                                                    | 45"46    | Alessandro Miressi | 45"51    | David Popovici                                                                     | 46"05    |
| 200 m (dettagli)               | Matthew Richards                                                                                   | 1'41"01  | James Guy | 1'41"12  | Danas Rapšys                                                                       | 1'41"15  |
| 400 m (dettagli)               | Daniel Wiffen                                                                                      | 3'35"47  | Danas Rapšys | 3'37"80  | Lucas Henveaux                                                                     | 3'37"91  |
| 800 m (dettagli)               | Daniel Wiffen                                                                                      | 7'20"46  | David Aubry | 7'30"32  | Mykhailo Romanchuk                                                                 | 7'31"20  |
| 1500 m (dettagli)              | Daniel Wiffen                                                                                      | 14'09"11 | David Aubry | 14'21"78 | Mykhailo Romanchuk                                                                 | 14'22"18 |
| Dorso                          | |          | |          |                                                                                    |          |
| 50 m (dettagli)                | Mewen Tomac                                                                                        | 22"84    | Ole Braunschweig | 23"00    | Lorenzo Mora Thierry Bollin                                                        | 23"10    |
| 100 m (dettagli)               | Mewen Tomac                                                                                        | 49"72    | Yohann Ndoye-Brouard | 49"96    | Lorenzo Mora Andrei Ungur                                                          | 50"04    |
| 200 m (dettagli)               | Lorenzo Mora                                                                                       | 1'48"43  | Luke Greenbank | 1'48"53  | Mewen Tomac                                                                        | 1'48"55  |
| Rana                           | |          | |          |                                                                                    |          |
| 50 m (dettagli)                | Nicolò Martinenghi                                                                                 | 25"66    | Simone Cerasuolo | 25"83    | Emre Sakçı                                                                         | 25"90    |
| 100 m (dettagli)               | Arno Kamminga                                                                                      | 56"52    | Nicolò Martinenghi | 56"57    | Caspar Corbeau                                                                     | 56"66    |
| 200 m (dettagli)               | Caspar Corbeau                                                                                     | 2'02"41  | Anton McKee | 2'02"74  | Arno Kamminga                                                                      | 2'03"32  |
| Farfalla                       | |          | |          |                                                                                    |          |
| 50 m (dettagli)                | Noè Ponti                                                                                          | 21"79    | Szebasztián Szabó | 21"96    | Maxime Grousset                                                                    | 22"06    |
| 100 m (dettagli)               | Noè Ponti                                                                                          | 48"47    | Maxime Grousset | 49"00    | Jacob Peters                                                                       | 49"98    |
| 200 m (dettagli)               | Noè Ponti                                                                                          | 1'49"71  | Alberto Razzetti | 1'50"10  | Richárd Márton                                                                     | 1'52"12  |
| Misti                          | |          | |          |                                                                                    |          |
| 100 m (dettagli)               | Bernhard Reitshammer                                                                               | 51"39    | Noè Ponti | 51"62    | Andreas Vazaios                                                                    | 51"91    |
| 200 m (dettagli)               | Duncan Scott                                                                                       | 1'50"98  | Alberto Razzetti | 1'53"09  | Danas Rapšys                                                                       | 1'53"49  |
| 400 m (dettagli)               | Alberto Razzetti                                                                                   | 3'57"01  | Duncan Scott | 4'00"17  | Apostolos Papastamos                                                               | 4'05"19  |
| Staffette                      | |          | |          |                                                                                    |          |
| 4x50 m stile libero (dettagli) | Gran Bretagna Benjamin Proud Matthew Richards Alexander Cohoon Lewis Burras Duncan Scott           | 1'22"52  | Italia Leonardo Deplano Lorenzo Zazzeri Thomas Ceccon Alessandro Miressi Giovanni Izzo                                  | 1'23"14  | Grecia Kristian Gkolomeev Stergios-Marios Bilas Apostolos Christou Andreas Vazaios | 1'23"27  |
| 4x50 m misti (dettagli)        | Italia Lorenzo Mora Nicolò Martinenghi Thomas Ceccon Lorenzo Zazzeri Federico Poggio Giovanni Izzo | 1'30"78  | Gran Bretagna Oliver Morgan Archie Goodburn Jacob Peters Matthew Richards Jonathon Adam Edward Mildred Alexander Cohoon | 1'32"60  | Paesi Bassi Jesse Puts Caspar Corbeau Sean Niewold Kenzo Simons Thom de Boer       | 1'33"03  |

### Donne
| Evento                         | Oro | Tempo    | Argento                                                                                        | Tempo    | Bronzo | Tempo    |
| Stile libero                   | |          |                                                                                                |          | |          |
| 50 m (dettagli)                | Michelle Coleman                                                                                                | 23"52    | Béryl Gastaldello                                                                              | 23"71    | Julie Kepp Jensen                                                                                                | 23"89    |
| 100 m (dettagli)               | Beryl Gastaldello                                                                                               | 51"48    | Anna Hopkin                                                                                    | 51"66    | Freya Anderson                                                                                                   | 52"10    |
| 200 m (dettagli)               | Freya Anderson                                                                                                  | 1'52"16  | Barbora Seemanová                                                                              | 1'52"66  | Freya Colbert | 1'54"07  |
| 400 m (dettagli)               | Simona Quadarella                                                                                               | 3'59"50  | Anastasija Kirpičnikova                                                                        | 3'59"56  | Valentine Dumont                                                                                                 | 4'00"84  |
| 800 m (dettagli)               | Anastasija Kirpičnikova                                                                                         | 8'08"48  | Simona Quadarella                                                                              | 8'14"83  | Ajna Késely | 8'18"73  |
| 1500 m (dettagli)              | Anastasija Kirpičnikova                                                                                         | 15'20"12 | Simona Quadarella                                                                              | 15'37"05 | Ajna Késely | 15'51"34 |
| Dorso                          | |          |                                                                                                |          | |          |
| 50 m (dettagli)                | Kira Toussaint                                                                                                  | 25"82    | Louise Hansson                                                                                 | 26"23    | Analia Pigrée | 26"28    |
| 100 m (dettagli)               | Kira Toussaint                                                                                                  | 55"88    | Medi Harris                                                                                    | 56"81    | Mary-Ambre Moluh                                                                                                 | 57"10    |
| 200 m (dettagli)               | Medi Harris | 2'02"45  | Katie Shanahan                                                                                 | 2'03'22  | Pauline Mahieu                                                                                                   | 2'03"90  |
| Rana                           | |          |                                                                                                |          | |          |
| 50 m (dettagli)                | Benedetta Pilato                                                                                                | 28"86    | Eneli Jefimova                                                                                 | 29"12    | Jasmine Nocentini Imogen Clark                                                                                   | 29"41    |
| 100 m (dettagli)               | Eneli Jefimova                                                                                                  | 1'03"21  | Benedetta Pilato                                                                               | 1'03"76  | Tes Schouten | 1'04"04  |
| 200 m (dettagli)               | Tes Schouten | 2'16"09  | Thea Blomsterberg                                                                              | 2'19"54  | Kristýna Horská                                                                                                  | 2'19"63  |
| Farfalla                       | |          |                                                                                                |          | |          |
| 50 m (dettagli)                | Anna Ntountounaki Tessa Giele                                                                                   | 25"10    | Non assegnata                                                                                  |          | Sara Junevik | 25"16    |
| 100 m (dettagli)               | Louise Hansson                                                                                                  | 55"37    | Angelina Köhler                                                                                | 55"50    | Anna Ntountounaki                                                                                                | 55"98    |
| 200 m (dettagli)               | Angelina Köhler                                                                                                 | 2'03"30  | Helena Bach                                                                                    | 2'03"86  | Lana Pudar | 2'04"55  |
| Misti                          | |          |                                                                                                |          | |          |
| 100 m (dettagli)               | Charlotte Bonnet                                                                                                | 57"47    | Béryl Gastaldello                                                                              | 57"67    | Louise Hansson                                                                                                   | 58"33    |
| 200 m (dettagli)               | Abbie Wood | 2'05"58  | Charlotte Bonnet                                                                               | 2'06"58  | Lena Kreundl | 2'06"89  |
| 400 m (dettagli)               | Abbie Wood | 4'27"45  | Freya Colbert                                                                                  | 4'29"04  | Ellen Walshe | 4'29"64  |
| Staffette                      | |          |                                                                                                |          | |          |
| 4x50 m stile libero (dettagli) | Svezia Sara Junevik Michelle Coleman Louise Hansson Sofia Aastedt Klara Thormalm Hanna Bergman                  | 1'35"60  | Italia Silvia Di Pietro Costanza Cocconcelli Chiara Tarantino Sara Curtis                      | 1'36"92  | Gran Bretagna Anna Hopkin Freya Anderson Lucy Hope Medi Harris                                                   | 1'37"19  |
| 4x50 m misti (dettagli)        | Svezia Louise Hansson Sophie Hansson Sara Junevik Michelle Coleman Klara Thormalm Emmy Haellkvist Sofia Aastedt | 1'43"26  | Italia Costanza Cocconcelli Benedetta Pilato Silvia Di Pietro Jasmine Nocentini Anita Bottazzo | 1'43"97  | Gran Bretagna Kathleen Dawson Imogen Clark Keanna Macinnes Anna Hopkin Kara Hanlon Laura Stephens Freya Anderson | 1'44"67  |

### Misto
| Evento                         | Oro | Tempo   | Argento | Tempo   | Bronzo | Tempo   |
| Staffette                      | |         | |         | |         |
| 4x50 m stile libero (dettagli) | Gran Bretagna Benjamin Proud Lewis Burras Anna Hopkin Freya Anderson Alexander Cohoon Lucy Hope          | 1'27"75 | Italia Alessandro Miressi Lorenzo Zazzeri Jasmine Nocentini Silvia Di Pietro Leonardo Deplano Giovanni Izzo Sara Curtis | 1'28"28 | Francia Maxime Grousset Florent Manaudou Charlotte Bonnet Beryl Gastaldello Stanislas Huille Analia Pigrée Pauline Mahieu | 1'28"35 |
| 4x50 m misti (dettagli)        | Italia Lorenzo Mora Nicolò Martinenghi Silvia Di Pietro Jasmine Nocentini Matteo Rivolta Federico Poggio | 1'36"58 | Francia Mewen Tomac Florent Manaudou Beryl Gastaldello Charlotte Bonnet Stanislas Huille Mary-Ambre Moluh Analia Pigrée | 1'37"14 | Paesi Bassi Kira Toussaint Caspar Corbeau Tessa Giele Kenzo Simons Arno Kamminga Sean Niewold Valerie van Roon            | 1'37"86 |